# Temporada 1996-97 de los Seattle SuperSonics
La temporada 1996-97 fue la trigésima de los Seattle SuperSonics en la NBA. La temporada regular acabó con 57 victorias y 25 derrotas, ocupando el segundo puesto de la conferencia Oeste, clasificándose para los playoffs, en los que perdieron en semifinales de la Conferencia Oeste ante los Houston Rockets.

## Elecciones en elDraft
| Ronda | Puesto | Jugador      | Posición | Nacionalidad   | Universidad/Club |
| ----- | ------ | ------------ | -------- | -------------- | ---------------- |
| 2     | 35     | Joseph Blair | Pívot    | Estados Unidos | Arizona          |
| 2     | 45     | Joe Vogel    | Pívot    | Estados Unidos | Colorado State   |
| 2     | 47     | Ron Riley    | Escolta  | Estados Unidos | Arizona State    |
| 2     | 57     | Drew Barry   | Base     | Estados Unidos | Georgia Tech     |

## Temporada regular
| División Pacífico        | División Pacífico | División Pacífico | División Pacífico | División Pacífico | División Pacífico | División Pacífico | División Pacífico | División Pacífico |
| Equipo                   | G                 | P                 | %                 | PD                | Casa              | Fuera             | Div               |                   |
| ------------------------ | ----------------- | ----------------- | ----------------- | ----------------- | ----------------- | ----------------- | ----------------- | ----------------- |
| y-Seattle SuperSonics    | 57                | 25                | .695              | –                 | 31–10             | 26–15             | 16–8              |                   |
| x-Los Angeles Lakers     | 56                | 26                | .683              | 1                 | 31–10             | 25–16             | 18–6              |                   |
| x-Portland Trail Blazers | 49                | 33                | .598              | 8                 | 29–12             | 20–21             | 15–9              |                   |
| x-Phoenix Suns           | 40                | 42                | .488              | 17                | 25–16             | 15–26             | 13–11             |                   |
| x-Los Angeles Clippers   | 36                | 46                | .439              | 21                | 21–20             | 15–26             | 10–14             |                   |
| Sacramento Kings         | 34                | 48                | .415              | 23                | 22–19             | 12–29             | 8–16              |                   |
| Golden State Warriors    | 30                | 52                | .366              | 27                | 18–23             | 12–29             | 4–20              |                   |

## Playoffs

### Primera ronda
Seattle SuperSonics  vs. Phoenix Suns
| Fecha       | Partido                                   | Ciudad  |
| ----------- | ----------------------------------------- | ------- |
| 25 de abril | Seattle SuperSonics 101, Phoenix Suns 106 | Seattle |
| 27 de abril | Seattle SuperSonics 122, Phoenix Suns 78  | Seattle |
| 29 de abril | Phoenix Suns 110, Seattle SuperSonics 103 | Phoenix |
| 1 de mayo   | Phoenix Suns 115, Seattle SuperSonics 122 | Phoenix |
| 3 de mayo   | Seattle SuperSonics 116, Phoenix Suns 92  | Seattle |
|             | Seattle SuperSonics gana las series 3-2   |         |

### Semifinales de Conferencia
Houston Rockets vs. Seattle SuperSonics 
| Fecha      | Partido                                      | Ciudad  |
| ---------- | -------------------------------------------- | ------- |
| 5 de mayo  | Houston Rockets 112, Seattle SuperSonics 102 | Houston |
| 7 de mayo  | Houston Rockets 101, Seattle SuperSonics 106 | Houston |
| 9 de mayo  | Seattle SuperSonics 93, Houston Rockets 97   | Seattle |
| 11 de mayo | Seattle SuperSonics 106, Houston Rockets 110 | Seattle |
| 13 de mayo | Houston Rockets 94, Seattle SuperSonics 100  | Houston |
| 15 de mayo | Seattle SuperSonics 99, Houston Rockets 96   | Seattle |
| 13 de mayo | Houston Rockets 96, Seattle SuperSonics 91   | Houston |
|            | Houston Rockets gana las series 4-3          |         |

## Estadísticas

### Temporada regular
| Rk | Jugador         | Edad | Pos. | P  | PT | MP   | TC  | TCI  | %TC  | T3  | T3I | %T3  | TL  | TLI  | %TL  | RO  | RD  | RT   | AS  | RB  | TAP | BP  | FP  | PTS  |
| -- | --------------- | ---- | ---- | -- | -- | ---- | --- | ---- | ---- | --- | --- | ---- | --- | ---- | ---- | --- | --- | ---- | --- | --- | --- | --- | --- | ---- |
| 1  | Gary Payton     | 28   | PG   | 82 | 82 | 39.2 | 8.6 | 18.1 | .476 | 1.5 | 4.6 | .313 | 7.2 | 13.4 | .715 | 1.3 | 3.3 | 4.6  | 7.1 | 2.4 | 0.2 | 2.6 | 2.5 | 21.8 |
| 2  | Detlef Schrempf | 34   | SF   | 61 | 60 | 35.9 | 5.8 | 11.9 | .492 | 0.9 | 2.6 | .354 | 4.9 | 9.2  | .801 | 1.4 | 5.0 | 6.5  | 4.4 | 1.0 | 0.3 | 2.5 | 2.5 | 16.8 |
| 3  | Shawn Kemp      | 27   | PF   | 81 | 75 | 34.0 | 6.5 | 12.7 | .510 | 0.1 | 0.4 | .364 | 6.3 | 12.3 | .742 | 3.4 | 6.6 | 10.0 | 1.9 | 1.5 | 1.0 | 3.5 | 4.0 | 18.7 |
| 4  | Hersey Hawkins  | 30   | SG   | 82 | 82 | 33.6 | 4.5 | 9.7  | .464 | 1.7 | 4.3 | .403 | 2.8 | 5.4  | .875 | 1.1 | 2.8 | 3.9  | 3.0 | 1.9 | 0.1 | 1.6 | 1.8 | 13.9 |
| 5  | Sam Perkins     | 35   | C    | 81 | 4  | 24.4 | 3.6 | 8.2  | .439 | 1.5 | 3.8 | .395 | 2.1 | 4.3  | .817 | 0.9 | 2.8 | 3.7  | 1.3 | 0.9 | 0.6 | 1.0 | 1.7 | 11.0 |
| 6  | Nate McMillan   | 32   | PG   | 37 | 2  | 21.6 | 1.6 | 4.0  | .409 | 0.8 | 2.3 | .333 | 0.9 | 1.8  | .655 | 0.4 | 2.8 | 3.2  | 3.8 | 1.6 | 0.2 | 0.9 | 2.1 | 4.6  |
| 7  | Terry Cummings  | 35   | PF   | 45 | 3  | 18.4 | 3.4 | 7.1  | .486 | 0.1 | 0.1 | .600 | 3.4 | 7.0  | .695 | 1.6 | 2.5 | 4.1  | 0.9 | 0.7 | 0.2 | 1.0 | 2.5 | 8.2  |
| 8  | Jim McIlvaine   | 24   | C    | 82 | 79 | 18.0 | 1.6 | 3.4  | .471 | 0.0 | 0.1 | .143 | 1.6 | 3.3  | .495 | 1.6 | 2.4 | 4.0  | 0.3 | 0.5 | 2.0 | 0.8 | 3.0 | 3.8  |
| 9  | David Wingate   | 33   | SG   | 65 | 2  | 14.3 | 1.4 | 3.3  | .416 | 0.4 | 1.1 | .352 | 1.0 | 2.2  | .825 | 0.4 | 0.8 | 1.1  | 1.2 | 0.7 | 0.1 | 0.6 | 1.7 | 3.6  |
| 10 | Larry Stewart   | 28   | SF   | 70 | 21 | 14.0 | 1.6 | 3.6  | .444 | 0.1 | 0.5 | .243 | 1.5 | 3.1  | .720 | 1.1 | 1.4 | 2.4  | 0.7 | 0.4 | 0.3 | 0.9 | 1.5 | 4.3  |
| 11 | Craig Ehlo      | 35   | SG   | 62 | 0  | 13.7 | 1.4 | 4.0  | .351 | 0.4 | 1.5 | .284 | 1.0 | 2.5  | .500 | 0.6 | 1.1 | 1.8  | 1.1 | 0.6 | 0.1 | 0.7 | 1.1 | 3.5  |
| 12 | Eric Snow       | 23   | PG   | 67 | 0  | 11.6 | 1.1 | 2.4  | .451 | 0.1 | 0.2 | .267 | 1.0 | 2.2  | .712 | 0.3 | 0.8 | 1.0  | 2.4 | 0.6 | 0.0 | 0.7 | 1.4 | 3.0  |
| 13 | Greg Graham     | 26   | SG   | 28 | 0  | 7.0  | 1.0 | 2.9  | .363 | 0.3 | 1.1 | .290 | 0.7 | 1.8  | .650 | 0.1 | 0.4 | 0.5  | 0.4 | 0.4 | 0.0 | 0.4 | 0.4 | 3.3  |
| 14 | Elmore Spencer  | 27   | C    | 1  | 0  | 5.0  | 0.0 | 1.0  | .000 | 0.0 | 0.0 |      | 0.0 | 1.0  |      | 0.0 | 0.0 | 0.0  | 0.0 | 1.0 | 0.0 | 1.0 | 0.0 | 0.0  |
| 15 | Antonio Harvey  | 26   | PF   | 6  | 0  | 4.3  | 0.8 | 1.8  | .455 | 0.0 | 0.0 |      | 0.8 | 1.8  | .833 | 0.3 | 1.3 | 1.7  | 0.2 | 0.0 | 0.7 | 0.2 | 1.3 | 2.5  |
| 16 | Steve Scheffler | 29   | C    | 7  | 0  | 4.1  | 0.9 | 1.0  | .857 | 0.0 | 0.0 |      | 0.9 | 1.0  | .500 | 0.1 | 0.3 | 0.4  | 0.0 | 0.0 | 0.0 | 0.7 | 0.7 | 1.9  |

### Playoffs
| Rk | Jugador         | Edad | Pos. | P  | PT | MP   | TC  | TCI  | %TC  | T3  | T3I | %T3  | TL  | TLI  | %TL   | RO  | RD  | RT   | AS  | RB  | TAP | BP  | FP  | PTS  |
| -- | --------------- | ---- | ---- | -- | -- | ---- | --- | ---- | ---- | --- | --- | ---- | --- | ---- | ----- | --- | --- | ---- | --- | --- | --- | --- | --- | ---- |
| 1  | Gary Payton     | 28   | PG   | 12 | 12 | 45.5 | 8.8 | 21.3 | .412 | 2.1 | 6.3 | .333 | 6.7 | 15.0 | .820  | 1.7 | 3.8 | 5.4  | 8.7 | 2.2 | 0.3 | 2.9 | 2.2 | 23.8 |
| 2  | Hersey Hawkins  | 30   | SG   | 12 | 12 | 40.3 | 5.2 | 11.0 | .470 | 2.3 | 4.9 | .458 | 2.9 | 6.1  | .914  | 1.4 | 3.1 | 4.5  | 2.8 | 2.5 | 0.3 | 1.8 | 2.7 | 15.3 |
| 3  | Detlef Schrempf | 34   | SF   | 12 | 12 | 38.3 | 5.6 | 11.8 | .472 | 1.3 | 2.4 | .552 | 4.3 | 9.4  | .815  | 1.7 | 4.1 | 5.8  | 3.4 | 1.1 | 0.1 | 1.5 | 3.3 | 16.9 |
| 4  | Shawn Kemp      | 27   | PF   | 12 | 12 | 36.8 | 7.1 | 14.6 | .486 | 0.2 | 0.8 | .200 | 6.9 | 13.8 | .829  | 4.3 | 8.0 | 12.3 | 3.0 | 1.2 | 1.3 | 3.9 | 4.6 | 21.6 |
| 5  | Sam Perkins     | 35   | C    | 12 | 6  | 28.3 | 2.6 | 7.7  | .337 | 1.2 | 3.8 | .311 | 1.4 | 3.9  | .862  | 1.3 | 3.2 | 4.4  | 1.3 | 1.0 | 1.0 | 1.1 | 2.8 | 8.4  |
| 6  | Terry Cummings  | 35   | PF   | 12 | 6  | 24.3 | 3.8 | 7.7  | .489 | 0.0 | 0.0 |      | 3.8 | 7.7  | .667  | 2.3 | 3.7 | 6.0  | 1.2 | 0.9 | 0.5 | 1.2 | 3.3 | 8.8  |
| 7  | David Wingate   | 33   | SG   | 12 | 0  | 16.0 | 2.3 | 5.5  | .424 | 1.0 | 2.6 | .387 | 1.3 | 2.9  | .692  | 1.1 | 2.0 | 3.1  | 1.2 | 0.4 | 0.3 | 0.8 | 1.8 | 6.4  |
| 8  | Nate McMillan   | 32   | PG   | 3  | 0  | 13.7 | 0.0 | 0.7  | .000 | 0.0 | 0.7 | .000 | 0.0 | 0.0  |       | 0.3 | 1.3 | 1.7  | 1.0 | 0.3 | 0.0 | 0.7 | 3.7 | 0.0  |
| 9  | Greg Graham     | 26   | SG   | 6  | 0  | 7.2  | 0.7 | 2.3  | .286 | 0.2 | 0.7 | .250 | 0.5 | 1.7  | .750  | 0.0 | 0.8 | 0.8  | 1.0 | 0.3 | 0.0 | 0.2 | 0.8 | 2.0  |
| 10 | Eric Snow       | 23   | PG   | 8  | 0  | 6.0  | 0.6 | 1.4  | .455 | 0.3 | 0.5 | .500 | 0.4 | 0.9  | .500  | 0.0 | 0.3 | 0.3  | 1.5 | 0.5 | 0.0 | 0.0 | 0.9 | 1.6  |
| 11 | Jim McIlvaine   | 24   | C    | 5  | 0  | 5.6  | 0.8 | 1.4  | .571 | 0.0 | 0.0 |      | 0.8 | 1.4  | .500  | 0.2 | 0.2 | 0.4  | 0.0 | 0.2 | 0.4 | 0.2 | 1.4 | 1.8  |
| 12 | Larry Stewart   | 28   | SF   | 4  | 0  | 4.0  | 1.3 | 1.5  | .833 | 0.3 | 0.5 | .500 | 1.0 | 1.0  | 1.000 | 0.0 | 0.3 | 0.3  | 0.5 | 0.5 | 0.3 | 0.5 | 1.0 | 3.3  |

## Galardones y récords
| Jugador         | Galardón                                                                 |
| Gary Payton     | 2.º Mejor quinteto de la NBA Mejor quinteto defensivo de la NBA All-Star |
| Shawn Kemp      | All-Star                                                                 |
| Detlef Schrempf | All-Star                                                                 |